# Požega (ancien comitat)
Požega (en hongrois : Pozsega ; en allemand : Poschegg) est un ancien comitat du royaume de Croatie-Slavonie associé au royaume de Hongrie. Son siège était Požega, aujourd'hui en Croatie.